# Hongyan Genlyon
Hongyan Genlyon — крупнотоннажный грузовой автомобиль, выпускаемый китайской компанией SAIC Iveco Hongyan.

## История
Автомобиль Hongyan Genlyon впервые был представлен в Китае в 2009 году. Кабина Active Space взята от итальянской модели Iveco Stralis, причём немного модернизирована с учётом китайских требований по производству тягачей.
Модель оборудована системой кондиционирования, рулевое колесо регулируется по наклону и высоте. Также кабина оснащена спальным местом и отделениями для хранения всего, что требуется водителю.
Спальное место значительно превосходит автомобили Shacman F3000, с учётом габаритов, составляющих 2300 x 800 мм. Кроме круиз-контроля и электростеклоподъёмников, дополнительно присутствует потолочный люк на крыше. Двигатель Weichai WP12NG420E50 работает на сжиженном природном газе (оттуда и название LNG (Liquid Natural Gas) в индексе модели). Ведущие мосты автомобиля — HY320 с двойной главной передачей. Запас хода составляет более 700 км.
В 2012 году в Пекине были представлены автомобили моделей M100 и S100.
В России модель была представлена осенью 2020 года. Качество автомобиля Hongyan Genlyon одобрил Росстандарт. В 2021 году был представлен самосвал с дизельным двигателем внутреннего сгорания Iveco Cursor 9 и трансмиссией Fast Gear. В 1 квартале 2022 года было продано 39 автомобилей Hongyan Genlyon.
Также существуют бетоносмеситель Hongyan Genlyon 350 (CQ5266HV35) и эвакуатор для большегрузных автомобилей.